# مجلس جماهير نادي الريان
مجلس جماهير نادي الريان الرياضي مجلس جماهير نادي الريان الرياضي هو حلقة وصل بين الجمهور والنادي. ولدى المجلس العديد من الأنشطة والبرامج لتحفيز الجماهير لحضور مباريات الفريق الأول لكرة القدم، بالإضافة إلى برنامج يطمح لزيادة القاعدة الجماهيرية لمحبين النادي. يهدف مجلس جماهير نادي الريان الرياضي إلى خلق مستوى راقي في مدرجات وصفوف جماهيره ليكون التشجيع والحضور مميز وبشكل احترافي يليق بمستوى الرياضة القطرية ورؤية الاتحاد القطرية لكرة القدم بشكل خاص واللجنة الأولمبية بشكل عام. ومن أهم أهداف مجلس جماهير نادي الريان الرياضي هو التواصل المستمر مع الجماهير وتحفيزهم لحضور ومؤازرة فرق ناديهم على المستوى الفريق الأول لجميع الألعاب والفئات السنية أيضاً. ويتم ذلك بعدت طرق أهمها الموقع الإلكتروني بشكل عام والمنتديات بشكل عام والتي يستطيع من خلالها جس نبض الشارع الرياني ومدى رضا الجماهير عن إدارة ناديهم وفرقهم ويستقبل من خلاله المقترحات وتتم مناقشتهم أولا بأول وإيصال مقترحاتهم والإجابة على تساؤلاتهم عن طريق إدارة النادي.

## التأسيس
عرف نادي الريان الرياضي بكبر قاعدته الجماهيرية منذ تأسيسه، بل هي القاعدة الأكبر في قطر بلا منافس، ومنذ بداية عصر الاحتراف في القرن الحالي قررت إدارة نادي الريان إن يتم الاهتمام بالجماهير من خلال إدارة مختصة تتبع مجلس الإدارة، فتم اثر ذلك إشهار مجلس جماهير نادي الريان الرياضي في سهرة رمضانية جميلة يوم الأربعاء الموافق 4/10/2006م الموافق 11/رمضان/1427هـ. بحضور عدداً من أصحاب السعادة الشيوخ وأعضاء مجلس إدارة النادي وكبار النادي وسكرتير لجنة المنتخبات بالاتحاد القطري لكرة القدم.. وعدد غفير من لاعبين الفريق الأول لكرة القدم ولاعبي كرة السلة والكرة الطائرة واليد.. بإضافة إلى عدد كبير من أنصار ومحبي ومشجعي إمبراطور الرياضة القطرية.. ويندرج تحت مجلس الجماهير أربعة أقسام وهم:
- الموقع الإلكتروني والمنتدى الرسمي.
- العلاقات العامة.
- اللجنة الإعلامية.
- رابطة المشجعين.

و لكن منذ تأسيسة لم يكن له دور فعال بشكل ملحوظ ولم يدخل دائرة المنافسة على الجوائز حتى تولى رأسة المجلس سعادة الشيخ سلمان بن حمد آل ثاني والذي تم تعينه يوم الاثنين الموافق 26/5/2008م بقرار من مجلس إدارة نادي الريان الرياضي والذي في عهده سجل نادي الريان الرياضي أكبر نسبة حضور جماهيري في الدوري وضرب جميع الأرقام القياسية في الحضور. كما حصد المجلس جائزة الاتحاد القطري لكرة القدم لأفضل جمعية جماهيرية دون منافس للموسم 2008/2009م وكان ذلك يوم الأحد الموافق 17/5/2009م في الحفل الختامي السنوي للإتحاد القطري لكرة القدم.

## الإدارة
| الرئيس                 | سعادة الشيخ سلمان بن حمد آل ثاني |
| مدير الموقع الألكتروني | السيد خليفة علي الهلابي          |
| مسؤول رابطة المشجعين   | السيد فرحان شميس                 |
| رئيس اللجنة الإعلامية  | السيد عبد الله محمد المري        |
| منسق المجلس            | السيد مشعل زيدان العنزي          |

## الأنشطة
مجلس جماهير نادي الريان الرياضي لدية العديد من الأنشطة والبرامج لتحفيز الجماهير لحضور مباريات الفريق الأول لكرة القدم، بالإضافة إلى برنامج يطمح لزيادة القاعدة الجماهيرية، حيث يهدف مجلس جماهير نادي الريان الرياضي إلى خلق مستوى راقي في المدرجات بين صفوف جماهيره، ليكون التشجيع والحضور مميز وبشكل احترافي يليق بمستوى الرياضة القطرية والرؤية السامية للإتحاد القطرية لكرة القدم ورابطة دوري نجوم قطر بشكل خاص، واللجنة الأولمبية القطرية بشكل عام.
إن من أهم أهداف مجلس جماهير نادي الريان الرياضي هو التواصل المستمر والشفافية المطلقة مع الجماهير وتحفيزهم لحضور ومؤازرة فرق ناديهم على مستوى الفريق الأول لكرة القدم بشكل خاص، وفرق الألعاب الأخرى والفئات السنية المختلفة بشكل عام.. ويتواصل مجلس جماهير نادي الريان الرياضي مع جماهير النادي بعدة طرق، من أهمها هو الموقع الإلكتروني والمنتديات والذي يستطيع من خلالها جس نبض الشارع الرياني ومدى رضا الجماهير عن إدارة ناديهم وفرقهم ويستقبل من خلاله المقترحات وتتم مناقشتهم أولاً بأول وإيصال مقترحاتهم للإدارة والإجابة على تساؤلاتهم.. بالإضافة إلى الرسائل الإلكترونية والرسائل النصية الـSMS وعن طريق الموقع العالمي twitter وغيرها من طرق التواصل الحديثة.

## المهيب

المهيب

تعويذة النادي وتم تسميتها المهيب، وهو اسم من أسماء الأسد كما انه على نفس وزن الرهيب. ولقد تم تصميم التعويذة في الولايات المتحدة الأمريكية على يد أحد أشهر شركات تصميم شخصيات الأفلام الكرتونيه. وجاء ذلك حرصاً من مجلس جماهير نادي الريان الرياضي على ان تكون التعويذة مميزة واحترافيه تليق بجماهير نادي الريان الرياضي الوفيه.

## وصلات خارجية
- الموقع الرسمي لنادي الريان الرياضي نسخة محفوظة 14 يناير 2013 على موقع واي باك مشين.
- المنتدى الرسمي لنادي الريان الرياضي